# داميان يانج
داميان يانج (بالإنجليزية: Damian Young)‏ هو ممثل أمريكي، ولد في 27 أكتوبر 1961 بواشنطن العاصمة في الولايات المتحدة.

## أعمال

### أفلام
- (2000) غير قابل للكسر[1]
- (2009) الجميع بخير[2][3]
- (2009) قلب جيد
- (2010) اثنا عشر[4]
- (2010) حافة الظلام[5][3]
- (2013) ديليفيري مان[6]
- (2014) الرجل الطائر[7][8]
- (2017) أعظم رجل استعراض[9]

### مسلسلات
- ذا غود وايف

## وصلات خارجية
- داميان يانج على موقع IMDb (الإنجليزية)
- داميان يانج على موقع ألو سيني (الفرنسية)
- داميان يانج على موقع أول موفي (الإنجليزية)
- داميان يانج على موقع قاعدة بيانات برودواي على الإنترنت (الإنجليزية)
- داميان يانج على موقع قاعدة بيانات الأفلام السويدية (السويدية)
- داميان يانج على موقع قاعدة بيانات الفيلم (الإنجليزية)
- داميان يانج على موقع كينوبويسك (الروسية)